# معهد المناظر الطبيعية
معهد المناظر الطبيعية هي هيئة مهنية مقرها المملكة المتحدة لمهنة المناظر الطبيعية. تضم عضويتها عمارة تنسيق المواقع والتصميم العمراني ومخططي المناظر الطبيعية وعلماء المناظر الطبيعية ومديري المناظر الطبيعية. يحتوي معهد المناظر الطبيعية أيضًا على فئة للأعضاء الأكاديميين.
تأسست في 1929-30 باسم معهد مهندسي المناظر الطبيعية، وقد تم منحها ميثاقًا ملكيًا في عام 1997. وبحسب كلمات رئيسها الأطول خدمة والأكثر شهرة، جيفري جيليكو، «في القرن الحالي فقط، تم ظهرت المناظر الطبيعية كضرورة اجتماعية. نحن نشجع فن المناظر الطبيعية على نطاق لم يسبق له مثيل في التاريخ».
يسعى معهد المناظر الطبيعية إلى تعزيز هندسة المناظر الطبيعية وتنظيم مهنة المناظر الطبيعية بمدونة سلوك يجب على الأعضاء الالتزام بها. كان لدى معهد المناظر الطبيعية «أكثر من 900» عضو في وقت عيد ميلادها الأربعين (في عام 1969) وبحلول عام 1978 كان لديها أكثر من 1500 عضو. في عام 2019، كان إجمالي عضوية مهنة المناظر الطبيعية 5.613. تم منح الميثاق الملكي لمعهد المناظر الطبيعية في عام 1997 وتمت مراجعته في عامي 2008 و2016. وقد تم تحديد أهدافه وأغراضه على النحو التالي (في البند 5. (1): تتمثل الأغراض التي تم إنشاء المعهد من أجلها في حماية البيئة الطبيعية والمبنية والحفاظ عليها وتعزيزها لصالح الجمهور من خلال الترويج لفنون وعلوم هندسة المناظر الطبيعية (كما هو محدد فيما بعد) وتطبيقاتها المتعددة ولهذا الغرض لتعزيز وتشجيع نشر المعرفة المتعلقة بهندسة المناظر الطبيعية وتعزيز البحث والتعليم فيها، وعلى وجه الخصوص لإنشاء ودعم وتعزيز معايير التعليم والتأهيل والكفاءة وسلوك أولئك الذين يمارسون هندسة المناظر الطبيعية كمهنة، وتحديد معايير ومعايير التعليم والتدريب والخبرة.
ينشر معهد المناظر الطبيعية مجلة المناظر الطبيعيه (سابقا تصميم المناظر الطبيعية)، وعضو في الاتحاد الدولي لمهندسي المناظر الطبيعية.

## تطوير مهنة المناظر الطبيعية في المملكة المتحدة
قاد نمو هندسة المناظر الطبيعية من قبل أعضائها وبدعم من أمانتها والتشريعات الحكومية منذ الأربعينيات، تضمنت التشريعات ذات الصلة قانون المدن الجديدة (1946) مما أدى إلى شرط إيلاء اهتمام خاص لـمعالجة المناظر الطبيعية المدن الجديدة، وبالتالي إلى أولى الوظائف بأجر لمهندسي المناظر الطبيعية في الخدمة العامة. قاد توجيه تقييم الأثر البيئي التوجيهي الأوروبي لتقييم الأثر البيئي (85/337 / 1985) وظائف جديدة في إعداد تقييمات الأثر البيئي.

## روابط خارجية
- #ChooseLandscape website
- Landscape Institute website
- IFLA International Federation of Landscape Architects website